# Esportivitat

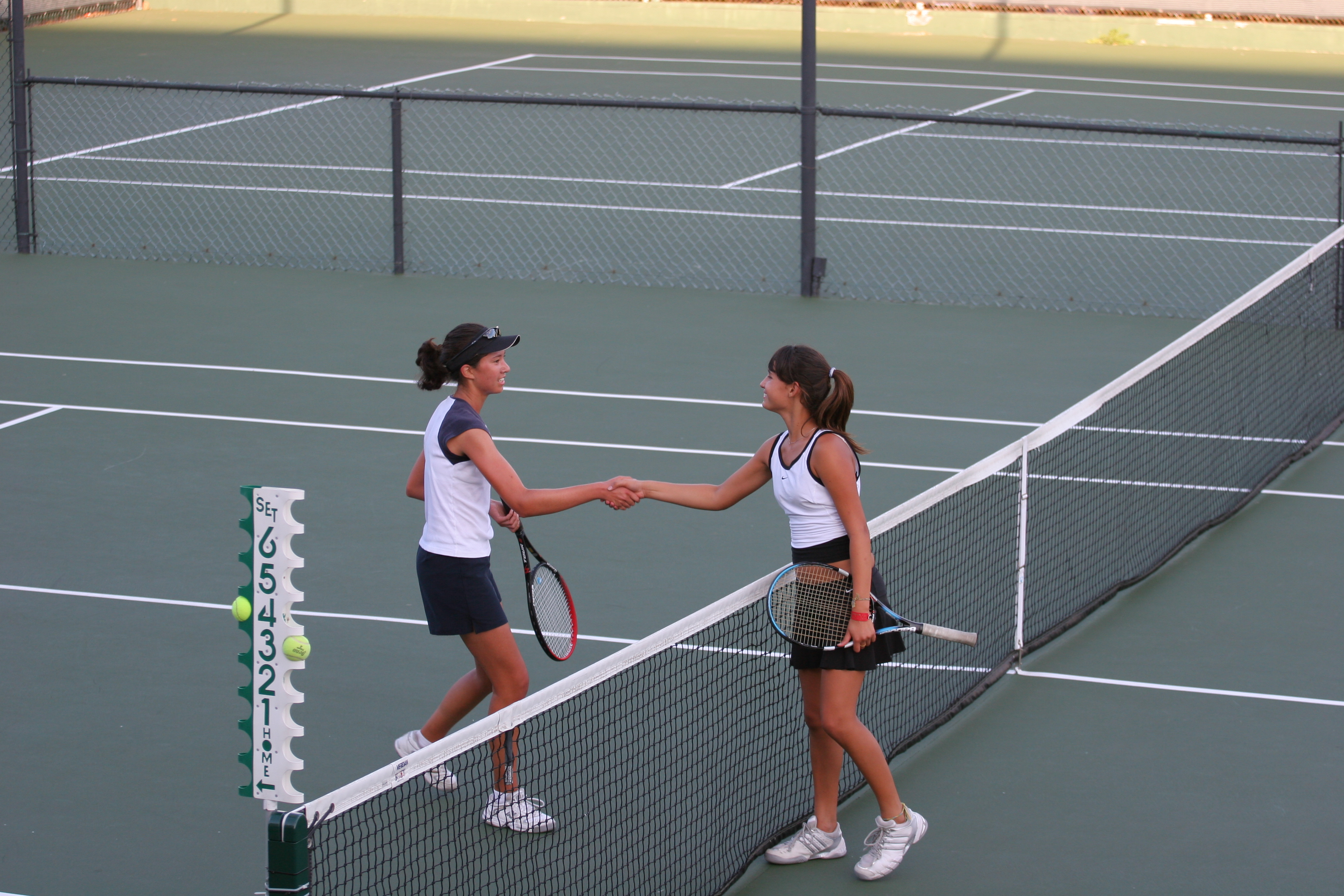
Encaixada de mans després d'un partit de tennis

L'esportivitat, deportivitat o joc net és una aspiració o caràcter distintiu que creu que un esport o activitat pot ser més gaudit tenint en compte l'equitat, l'ètica, el respecte i el sentit de companyonia. Un perdedor es refereix a una persona que no es pren bé la derrota, mentre que un bon esportista ha de ser un "bon guanyador" i a més de ser un "bon perdedor".
L'esportivitat es pot conceptualitzar com una característica duradora i relativament estable o la disposició com els individus difereixen en la manera com s'espera que en general es comportin en situacions esportives. En general, l'esportivitat es refereix a virtuts com la justícia, el domini propi, la valentia i persistència, i s'ha associat amb els conceptes interpersonals de tractar els altres i ser tractats amb justícia, mantenir l'autocontrol quan tractes amb els altres i el respecte a l'autoritat i opositors.
Un competidor que exhibeix un comportament antiesportiu després de perdre un joc o concurs sovint s'anomena "mal perdedor" i aquells que mostren poca esportivitat després de guanyar són típicament anomenats "guanyadors dolents". El comportament mal perdedor inclou culpar altres per la pèrdua, no assumir la responsabilitat de les seves accions personals que van contribuir a la derrota, la reacció davant la pèrdua d'una manera immadura o inadequada, posant excuses per la derrota, i citant condicions desfavorables o altres assumptes d'estar per casa com raons per la derrota. Un guanyador mal actua d'una manera superficial després de la seva victòria, com delectant-se sobre la seva victòria, fregant el triomf a la cara dels opositors, i la reducció de l'autoestima de l'adversari recordant com de malament van jugar en comparació (encara que amb una bona actuació).

## Relació moral
L'esportivitat es considera típicament com un component de la moral en l'esport, compost per tres aspectes relacionats i superposats: El joc net, l'esperit esportiu i el caràcter El joc net es refereix al fet que tots els participants tinguin una oportunitat equitativa per perseguir la victòria i d'actuar cap als altres d'una manera honesta, directa i ferma i digne fins i tot quan altres no juguen net. Això inclou el respecte als altres, inclosos els membres de l'equip, opositors i funcionaris. El caràcter es refereix a les disposicions, valors i hàbits que determinen la manera com aquesta persona normalment respon als desitjos, pors, reptes, oportunitats, fracassos i èxits, i és típica de les conductes de cortesia cap als altres, com ajudar un oponent o fer una encaixada de mà després d'un partit. Un individu es creu que té una "bona conducta" quan aquestes disposicions i hàbits reflecteixen els valors ètics fonamentals.